# Richard H. Kline
Richard Howard Kline (Los Ángeles, 15 de noviembre de 1926 – Brentwood (Los Ángeles), 7 de agosto de 2018) fue un director de fotografía estadounidense, conocido por su colaboración con directores como Richard Fleischer y Michael Winner. Fue la segunda generación de una larga serie de profesionales. Su padre fue el director de fotografía Benjamin H. Kline, y su tío era el cofundador de la ASC Phil Rosen. Fue nominado en dos ocasiones a los Premios Óscar a la mejor fotografía, por Camelot (1968) y King Kong (1976).

## Carrera
Después de que Kline se graduara en el instituto en 1943, su padre lo levó al trabajo y empezó a trabajar como chico de la pizarra para la Columbia Pictures con la película Cover Girl.
Un año después, en 1944, Kline se alistó a la Armada de los Estados Unidos entre 1944 y 1946. Por aquel entonces, ya era ayudante de cámara. Kline fue destinado a la Guerra del Pacífico. Kline dejó la Armada en 1946 y se fue a París en 1948, al no poder recuperar su trabajo en Hollywood.
Después de graduarse en la Universidad de la Sorbona en Bellas Artes, se casó y y volvió a Columbia en Hollywood en 1951. Primero trabajó como ayudante de cámara y posteriormente como operador de cámara. Kline comenzó a trabajar en la fotografía en 1963 y en 1967 y fue miembro de la American Society of Cinematographers.
Kline trabajó estrechamente con el director Richard Fleischer, y fue nominado en los Premios Óscar a la mejor fotografía en dos ocasiones. Otros directores con los que trabajó fueron Michael Winner, Robert Wise y Brian De Palma y con otros directores de fotografía como Charles Lawton Jr., Burnett Guffey, James Wong Howe o Philip H. Lathrop.
Kline murió por causas naturales en su casa a los 91 años en el 51º aniversario como miembro de A.S.C.

## Filmografía

### Film
| Año  | Título en España                            | Título original                          | Director              |
| ---- | ------------------------------------------- | ---------------------------------------- | --------------------- |
| 1966 | La cámara de los horrores                   | Chamber of Horrors                       | Hy Averback           |
| 1967 | Camelot                                     | Camelot                                  | Joshua Logan          |
| 1968 | Cometieron dos errores                      | Hang 'Em High                            | Ted Post              |
| 1968 | El estrangulador de Boston                  | The Boston Strangler                     | Richard Fleischer     |
| 1969 | Sueño de reyes                              | A Dream of Kings                         | Daniel Mann           |
| 1969 | Los locos años de Chicago                   | Gaily, Gaily                             | Norman Jewison        |
| 1970 | El infierno del whisky                      | The Moonshine War                        | Richard Quine         |
| 1971 | La amenaza de Andrómeda                     | The Andromeda Strain                     | Robert Wise           |
| 1971 | Señor Kotcher                               | Kotch                                    | Jack Lemmon           |
| 1972 | Pacto con el diablo                         | Hammersmith Is Out                       | Peter Ustinov         |
| 1972 | Cuando mueren las leyendas                  | When the Legends Die                     | Stuart Millar         |
| 1972 | Fríamente... sin motivos personales         | The Mechanic                             | Michael Winner        |
| 1972 | Pólvora negra                               | Black Gunn                               | Robert Hartford-Davis |
| 1973 | Cuando el destino nos alcance               | Soylent Green                            | Richard Fleischer     |
| 1973 | Experimento Harrad                          | The Harrad Experiment                    | Ted Post              |
| 1973 | Batalla por el planeta de los simios        | Battle for the Planet of the Apes        | J. Lee Thompson       |
| 1973 | El Don ha muerto                            | The Don Is Dead                          | Richard Fleischer     |
| 1974 | El hombre terminal                          | The Terminal Man                         | Mike Hodges           |
| 1974 | Mr. Majestyk                                | Mr. Majestyk                             | Richard Fleischer     |
| 1975 | Mandingo                                    | Mandingo                                 | Richard Fleischer     |
| 1975 | I Wonder Who's Killing Her Now?             | I Wonder Who's Killing Her Now?          | Steven Hilliard Stern |
| 1976 | Won Ton Ton, el perro que salvó a Hollywood | Won Ton Ton, the Dog Who Saved Hollywood | Michael Winner        |
| 1976 | King Kong                                   | John Guillermin                          |                       |
| 1978 | La furia                                    | The Fury                                 | Brian De Palma        |
| 1978 | Nieve que quema                             | Who'll Stop the Rain                     | Karel Reisz           |
| 1979 | Bonita                                      | Tilt                                     | Rudy Durand           |
| 1979 | Star Trek: La película                      | Star Trek: The Motion Picture            | Robert Wise           |
| 1980 | Touched by Love                             | Touched by Love                          | Gus Trikonis          |
| 1980 | El concurso                                 | The Competition                          | Joel Oliansky         |
| 1981 | Fuego en el cuerpo                          | Body Heat                                | Lawrence Kasdan       |
| 1981 | Tristán e Isolda                            | Lovespell                                | Tom Donovan           |
| 1982 | Yo soy la justicia                          | Death Wish II                            | Michael Winner        |
| 1983 | Un hombre, una mujer, un hijo               | Man, Woman and Child                     | Dick Richards         |
| 1983 | El contrato del siglo                       | Deal of the Century                      | William Friedkin      |
| 1983 | Vivir sin aliento                           | Breathless                               | Jim McBride           |
| 1984 | Ídolo del Rock                              | Hard to Hold '                           | Larry Peerce          |
| 1984 | Dos veces yo                                | All of Me                                | Carl Reiner           |
| 1985 | El hombre con un zapato rojo                | The Man with One Red Shoe                | Stan Dragoti          |
| 1986 | Howard: un nuevo héroe                      | Howard the Duck                          | Willard Huyck         |
| 1986 | Dale y vete                                 | Touch and Go                             | Robert Mandel         |
| 1988 | Mi novia es una extraterrestre              | My Stepmother Is an Alien                | Richard Benjamin      |
| 1990 | Los cuasicops                               | Downtown                                 | Richard Benjamin      |
| 1991 | Doble impacto                               | Double Impact                            | Sheldon Lettich       |
| 1997 | Los líos de Wally Sparks                    | Meet Wally Sparks                        | Peter Baldwin         |

## Premios y distinciones
Premios Óscar
| Año  | Categoría        | Película  | Resultado |
| ---- | ---------------- | --------- | --------- |
| 1968 | Mejor fotografía | Camelot   | Nominado  |
| 1977 | Mejor fotografía | King Kong | Nominado  |